# Schwarzenbergferner
Der Schwarzenbergferner ist ein Gletscher in den Stubaier Alpen in Tirol.

## Lage
Der Schwarzenbergferner fließt vom zwischen Schrankogel (3497 m) und Schrandele (3392 m) verlaufenden Grat zunächst nach Südosten, dann nach Süden bis Südwesten zum Sulztal. Er entwässert über den Schwarzenbergbach zum Fischbach und weiter in die Ötztaler Ache. Im Westen wird er von der Flanke des Schrankogels begrenzt, im Osten trennt ihn ein schmaler, von der Westlichen Schwarzenbergspitze zum Schrandele verlaufender Grat vom Alpeiner Ferner, der nach Nordosten ins Oberbergtal entwässert.

## Rückzug
Bei seinem letzten Höchststand am Ende der Kleinen Eiszeit um 1858 bildete der Schwarzenbergferner mit dem Sulztalferner eine gemeinsame Zunge. Dort befindet sich heute ein markanter Moränenbogen. Seither hat sich der Schwarzenbergferner um rund 2 Kilometer und 600 Höhenmeter zurückgezogen, wobei der Rückzug wie bei anderen Alpengletschern nicht kontinuierlich erfolgte, sondern immer wieder von Stagnations- oder Vorstoßphasen unterbrochen wurde. Im Gletschervorfeld finden sich Stagnations- und Stauchmoränen der 1870er, 1920er und 1980er Jahre.
Seit der letzten, durch kühle Sommer und schneereiche Winter hervorgerufenen Vorstoßphase von 1974 bis 1985 verliert der Gletscher kontinuierlich an Länge, zwischen 1985 und 2016 hat er sich um 340 m zurückgezogen.

## Gletschervorfeld
Das seit 1858 eisfrei gewordene Gletschervorfeld stellt einen extremen und sensiblen natürlichen Lebensraum dar, der das Studium der Besiedlungsdynamik und Vegetationsentwicklung auf einem zuvor unbesiedelten Standort erlaubt. In den frühen Sukzessionsstadien nahe der aktuellen Gletscherzunge finden sich nach wenigen Jahren Eisfreiheit windverbreitete Arten wie Alpen-Gänsekresse, Einblütiges Hornkraut, Kriechende Nelkenwurz, Alpen-Säuerling, Gegenblättriger Steinbrech, Alpen-Rispengras und Schlaffes Rispengras. Auf den rund fünf Jahre eisfreien Flächen finden sich bereits 19 verschiedene Arten von Gefäßpflanzen.
Die rund 60 Jahre eisfreien Flächen sind durch die Alpine Strunkflechte, Kräuter wie Niedriges Ruhrkraut und Alpen-Habichtskraut sowie die Kraut-Weide zusätzlich zu den Pionierarten gekennzeichnet.
Auf den rund 80 Jahre eisfreien Flächen fehlen Erstbesiedler wie Gletscherhahnenfuß, Alpen-Frühlings-Miere, Alpen-Mannsschild oder Alpen-Leinkraut, dafür kommen Arten wie Alpen-Kratzdistel, Zwerg-Augentrost und Hallers Schwingel hinzu. Es finden sich zum Teil über 30 Arten pro 10 m², die 20 bis 25 % des Bodens bedecken.
Auf den rund 110 Jahre eisfreien Flächen wächst Pionierrasen mit Arten wie Alpen-Rispengras, Ähren-Grannenhafer, Scheuchzers Glockenblume, Steifhaariger Löwenzahn und verschiedenen Klee-Arten. Zunehmend finden sich hier auch Sträucher, insbesondere die Schweizer Weide und die Rostblättrige Alpenrose.
Auf den mehr als 100 Jahre eisfreien Flächen erfolgt der Übergang zu alpinen (Zwerg)Strauchgesellschaften, rund die Hälfte der Vegetation wird hier von Sträuchern gebildet, wobei zu den oben genannten Straucharten weitere wie etwa Seiden-Weide oder Zwittrige Krähenbeere hinzukommen.